# Massa estel·lar
La massa estel·lar és una frase que utilitzen els astrònoms per descriure la massa d'una estrella. En general, s'enumera en termes de la massa solar (M☉) com una proporció de la massa solar. Per tant, l'estrella brillant Sírius té al voltant de 2.02 masses solars. La massa d'una estrella pot variar durant la seva vida útil com a massa addicional es converteix en acreció, com d'una estrella companya, o la massa és expulsat amb el vent estel·lar o comportament pulsacional.

## Propietats
Les estrelles s'agrupen de vegades en massa segons el seu comportament evolutiu quan s'acosten al final de la seva vida de fusió nuclear. Moltes estrelles de baixa massa amb masses inferiors a 0,5 masses solars no entren en la branca asimptòtica de les gegants (BAG) però evolucionen directament a nanes blanques. Les 'estrelles de baixa massa amb una massa inferior a uns 1,8-2,2 masses solars (segons la composició) entren a la BAG, on desenvolupen un nucli d'heli degenerat. Les estrelles de massa intermèdies se sotmeten a la fusió de l'heli i desenvolupen un nucli de carboni-oxigen degenerat. Les estrelles massives, tenen una massa mínima de 7,10 masses solars, però això pot ser tan baix com 6.5 masses solars. Aquestes estrelles es sotmeten a la fusió de carboni, amb la seva vida que acaba en una explosió de supernova de col·lapse de nucli. Els forats negres creats com a resultat d'un col·lapse estel·lar se'n diuen forats negres estel·lars.
La combinació del radi i la massa d'una estrella determina la gravetat de la superfície. Les estrelles gegants tenen una gravetat superficial molt menor que les estrelles de seqüència principal, mentre que el contrari és el cas degenerat, estrelles compactes com les nanes blanques. La gravetat en la superfície de pot influir en l'aparició de l'espectre d'una estrella, amb major gravetat que provoca un eixamplament de les línies d'absorció.

## Abast
Una de les estrelles més massives conegudes és Eta Carinae, amb 100-150 masses solars; la seva vida útil és molt curta només diversos milions d'anys com a màxim. Un estudi del cúmul d'Arches suggereix 150 masses solars. És el límit superior per a les estrelles de l'era actual de l'univers La raó d'aquest límit no es coneix amb precisió, però que es deu en part a la lluminositat d'Eddington, que defineix la quantitat màxima de lluminositat que pot passar a través de l'atmosfera d'una estrella sense expulsar els gasos en l'espai. Tanmateix, una estrella nomenada R136a1 en el cúmul estel·lar RMC 136a s'ha mesurat en 265 masses solars, posant en dubte aquest límit Un estudi ha determinat que les estrelles més grans que 150 masses solars en R136 van ser creades a través de la col·lisió i fusió d'estrelles massives en sistemes binaris propers, proporcionant una manera d'eludir el límit de 150 masses solars
Les primeres estrelles per formar després del big-bang va poder haver estat més gran, de fins a 300 masses solars o més, degut a l'absència total d'elements més pesats que el liti en la seva composició. Aquesta generació de supermassius, població III d'estrelles és cosa del passat, però actualment només és teòrica.
Amb una massa de només 93 vegades la de Júpiter (massa joviana), AB Doradus C, una companya d'AB Doradus A, és la més petita estrella coneguda sotmeses a la fusió nuclear en el seu nucli. Per a les estrelles amb metal·licitat similars al Sol, la massa mínima teòrica de l'estrella pot tenir, i encara sotmetre a la fusió del nucli, s'estima en uns 75 masses jovianes. Quan la metal·licitat és molt baixa, però, un recent estudi de les estrelles més febles va trobar que la mida mínima de l'estrella sembla al voltant de 8,3% de la massa solar, o prop de 87 masses jovianes. Els cossos més petits s'anomenen nanes marrons, que n'ocupen una àrea grisa mal definida entre les estrelles i els gegants gasosos.

## Canvi
Actualment, el Sol està perdent massa de l'emissió d'energia electromagnètica i per l'ejecció de matèria amb el vent solar. S'està expulsant aproximadament (2–3)×10−14 masses solars per any. La taxa de pèrdua de massa augmentarà quan el Sol entri en la fase de gegant vermella, pujant a (7–9)×10−14 masses solars y−1 quan arribi arribi la punta de la branca gegant vermella. Aquesta xifra augmentarà a 10.06 masses solars i-1 en la branca asimptòtica de les gegants, abans d'arribar a un màxim a una taxa de 10.5 a 10.4 masses solars-1 quan el Sol generi una nebulosa planetària. Quan el Sol es converteixi en una nana blanca degenerada, s'haurà perdut el 46% de la seva massa inicial